# Diócesis de Bacabal
La diócesis de Bacabal (en latín: Dioecesis Bacabalensis y en portugués: Diocese de Bacabal) es una circunscripción eclesiástica de la Iglesia católica en Brasil. Se trata de una diócesis latina, sufragánea de la arquidiócesis de São Luís do Maranhão. Desde el 2 de noviembre de 2006 su obispo es Armando Martín Gutiérrez, de los Hijos del Amor Misericordioso.

## Territorio y organización
La diócesis tiene 18 073 km² y extiende su jurisdicción sobre los fieles católicos de rito latino residentes en 27 municipios del estado de Maranhão: Altamira do Maranhão, Bacabal, Bernardo do Mearim, Bom Lugar, Brejo de Areia, Capinzal do Norte, Esperantinópolis, Igarapé Grande, Lagoa Grande do Maranhão, Lago da Pedra, Lago do Junco, Lago dos Rodrigues, Lago Verde, Lima Campos, Marajá do Sena, Olho d'Água das Cunhãs, Paulo Ramos, Pedreiras, Pio XII, Poção de Pedras, Santo Antônio dos Lopes, São Luís Gonzaga do Maranhão, São Raimundo do Doca Bezerra, São Roberto, Satubinha, Trizidela do Vale y Vitorino Freire.
La sede de la diócesis se encuentra en la ciudad de Bacabal, en donde se halla la Catedral de Santa Teresa.
En 2020 en la diócesis existían 21 parroquias agrupadas en 3 regiones pastorales. 

## Historia
La diócesis fue erigida el 22 de junio de 1968 con la bula Visibilis natura del papa Pablo VI, obteniendo el territorio de la prelatura territorial de São José do Grajaú (hoy diócesis de Grajaú) y de la arquidiócesis de São Luís do Maranhão.
El 26 de noviembre de 1993, con motivo del 25° aniversario de la erección de la diócesis, el obispo Henrique Johannpötter proclamó a Nuestra Señora de la Concepción como patrona de la diócesis. Santa Teresa del Niño Jesús sigue siendo la titular de la catedral y patrona de la ciudad episcopal.
El 19 de julio de 2001 cedió el municipio de Alto Alegre do Maranhão a la diócesis de Coroatá mediante el decreto Quo aptius.

## Estadísticas
Según el Anuario Pontificio 2021 la diócesis tenía a fines de 2020 un total de 518 190 fieles bautizados.
| Año                                                                             | Población            | Población | Población      | Sacerdotes | Sacerdotes    | Sacerdotes    | Bautizados por sacerdote | Diáconos permanentes | Religiosos | Religiosos | Parroquias |
| Año                                                                             | Bautizados católicos | Total     | % de católicos | Total      | Clero secular | Clero regular | Bautizados por sacerdote | Diáconos permanentes | Varones    | Mujeres    | Parroquias |
| ------------------------------------------------------------------------------- | -------------------- | --------- | -------------- | ---------- | ------------- | ------------- | ------------------------ | -------------------- | ---------- | ---------- | ---------- |
| 1970                                                                            | 536 000              | 600 000   | 89.3           | 2          | 2             |               | 268 000                  |                      |            |            | 11         |
| 1976                                                                            | 580 000              | 600 000   | 96.7           | 24         | 5             | 19            | 24 166                   |                      | 24         | 30         | 9          |
| 1980                                                                            | 430 000              | 450 000   | 95.6           | 42         | 6             | 36            | 10 238                   |                      | 40         | 36         | 9          |
| 1990                                                                            | 479 000              | 532 279   | 90.0           | 25         | 8             | 17            | 19 160                   |                      | 20         | 42         | 17         |
| 1999                                                                            | 446 000              | 483 995   | 92.1           | 26         | 10            | 16            | 17 153                   |                      | 21         | 32         | 14         |
| 2000                                                                            | 449 000              | 487 000   | 92.2           | 26         | 10            | 16            | 17 269                   |                      | 21         | 33         | 14         |
| 2001                                                                            | 451 000              | 490 261   | 92.0           | 26         | 9             | 17            | 17 346                   |                      | 20         | 48         | 14         |
| 2002                                                                            | 451 000              | 490 261   | 92.0           | 25         | 8             | 17            | 18 040                   |                      | 20         | 45         | 14         |
| 2003                                                                            | 451 000              | 490 261   | 92.0           | 25         | 7             | 18            | 18 040                   |                      | 27         | 43         | 15         |
| 2004                                                                            | 451 000              | 490 261   | 92.0           | 25         | 6             | 19            | 18 040                   |                      | 22         | 41         | 16         |
| 2006                                                                            | 461 000              | 502 000   | 91.8           | 26         | 9             | 17            | 17 730                   |                      | 22         | 36         | 16         |
| 2012                                                                            | 499 500              | 542 000   | 92.2           | 32         | 13            | 21            | 14 691                   |                      | 28         | 29         | 16         |
| 2015                                                                            | 506 000              | 520 704   | 97.2           | 38         | 16            | 22            | 13 315                   | 12                   | 27         | 33         | 17         |
| 2018                                                                            | 509 000              | 523 494   | 97.2           | 42         | 21            | 21            | 12 119                   | 13                   | 24         | 28         | 19         |
| 2020                                                                            | 518 190              | 533 319   | 97.2           | 45         | 20            | 25            | 11 515                   | 12                   | 30         | 27         | 21         |
| Fuente: Catholic-Hierarchy, que a su vez toma los datos del Anuario Pontificio. |                      |           |                |            |               |               |                          |                      |            |            |            |

## Episcopologio
- Pascàsio Rettler, O.F.M. † (24 de julio de 1968-1 de diciembre de 1989 retirado)
- Henrique Johannpötter, O.F.M. † (2 de diciembre de 1989 por sucesión-10 de abril de 1997 renunció)
  - Sede vacante (1997-1999)
- José Belisário da Silva, O.F.M. (1 de diciembre de 1999-21 de septiembre de 2005 nombrado arzobispo de São Luís do Maranhão)
- Armando Martín Gutiérrez, F.A.M., desde el 2 de noviembre de 2006